# Stephan Thiemonds
Stephan Thiemonds (* 5. April 1971 in Lendersdorf bei Düren, Nordrhein-Westfalen) ist ein deutscher Reiseschriftsteller, der Reiseberichte, Kurzgeschichten und Essays im Stil des Gonzo-Journalismus und des Magischen Realismus verfasst, bei dem sich die Grenzen zwischen Realität und Phantasie verwischen. Bedingt durch seinen beruflichen Werdegang sind viele Geschichten unter der Kategorie Arbeiterliteratur einzuordnen. Überdies schreibt er Technische Fachartikel mit dem Schwerpunkt auf das Impuls-Laserstrahlschweißen.

## Leben
Thiemonds besuchte die Hauptschule in Langerwehe, die er mit der Mittleren Reife abschloss. Anschließend absolvierte er eine Ausbildung zum Kupferschmied bei dem von Carl Canzler gegründeten gleichnamigen Apparatebauunternehmen. Später qualifizierte er sich an der IMS Troisdorf zum Industriemeister und bei der Schweißtechnische Lehr- und Versuchsanstalt (SLV) Duisburg zum Europäischen Schweißfachmann (DVS EWS). Nebenberuflich ist er im Prüfungsausschuss der IHK Aachen tätig, wo er im Bereich der Berufsbildung die Zwischen- und Abschlussprüfung für den Ausbildungsberuf Anlagenmechaniker abnimmt. Für das in Butzbach ansässige Maschinen- und Anlagenbauunternehmen Buss-SMS-Canzler war er von 2004 bis 2022 als Servicetechniker und Inbetriebnehmer weltweit unterwegs. Während dieser Zeit schrieb er die meisten Querweltein Unterwegs-Geschichten, aus denen er die gleichnamige Buchreihe entwickelte. Zahlreiche berufliche, aber auch private Reisen in alle Kontinente inspirierten ihn zu seinen Kurzgeschichten, die zum Teil autobiografisch geprägt sind. Nach vorangegangenen Radreisen auf Mallorca, durch die Eifel, durch Italien, Vietnam und auf dem Jakobsweg brach er im Sommer 2002 zu einer mehrmonatigen Radreise auf, die ihn bis nach Australien führte. Mit dieser Welt-Radreise war die Spendenaktion „1 Euro für jeden geradelten Kilometer“ verbunden. Der Erlös war für den Wiederaufbau des durch einen Brand zerstörten Zwiebelturmes von Schloss Merode bestimmt, der das Wahrzeichen seines Heimatdorfes Merode ist. Thiemonds ist Mitglied der Schriftstellervereinigung Werkkreis Literatur der Arbeitswelt. Seit 2012 lebte Thiemonds mit seiner Lebensgefährtin und deren Tochter in Darmstadt. 2015 zog es ihn zurück in seine Ursprungsheimat, in die Gemeinde Langerwehe. Seit 2017 repräsentiert er als deutscher Botschafter die gemeinnützige Organisation Child’s Dream.
Während eines beruflichen Einsatzes im Jahre 2014 beim DSI Laser Service (Thailand). in Chon Buri, nahe Map Ta Phut, wurde Thiemonds erstmals in der Praxis mit dem Laserschweißen konfrontiert, was ihn zum Schreiben der Geschichte Die Rückkehr der Jedi Ritter inspirierte. Diese erschien in Band 7, Schweißen verbindet, in der gleichnamigen Neuauflage und in der englischen Übersetzung. Darin verarbeitet er sowohl seine Faszination für dieses Schweißverfahren, als auch seine Begeisterung für das „mit Licht schweißende“, thailändische Unternehmen, für das er seit 2017 nebenberuflich als Berater für deutsche Technologien tätig war. Seit Ende 2022 arbeitet Thiemonds hauptberuflich für den DSI Laser Service (Thailand).
Gemeinsam mit Gerd Kuscher von der SLV Hannover gründete Thiemonds im Dezember 2019 die in Chon Buri ansässige DSI Thailand Laser-Welding-Academy, die eine Kooperation mit der SLV Hannover betreibt. In diesem Zusammenhang verfassen sie auf die Technologie des Puls-Laserschweißens bezogene Artikel, die in deutsch- und englischsprachigen Fachzeitschriften publiziert werden, beispielsweise in Schweissen und Schneiden, Der Praktiker, Giesserei, Welding and Cutting. Herausgeber ist der in Düsseldorf ansässige, technisch-wissenschaftliche Fachverband DVS-Media. Darüber hinaus schreibt Thiemonds Fachartikel für das in Indien ansässige Online-Magazin für Schweißtechnik Weldfab Tech Times.

## Querweltein Unterwegs
Aus der von Thiemonds entwickelten Buchreihe Querweltein Unterwegs erschien eine ins Englische übersetzte Kurzgeschichtensammlung (2012) und eine überarbeitete Neuauflage für den indischen Buchmarkt (2016). Die 2012er Ausgabe wurde ins chinesische übersetzt und 2016 durch den in Beijing ansässigen Verlag Intellectual Property Publishing House (知识产权出版社) publiziert.
Im Januar 2020 erschien bei der DVS Media, dem Verlag des DVS – Deutscher Verband für Schweißen und verwandte Verfahren, eine überarbeitete und durch neue Geschichten erweiterte Neuauflage von Schweißen verbindet. Das Buch steht als Beleg für die mit der Schweißtechnik einhergehende Eigenschaft, dass Schweißen nicht nur im ursprünglichen Sinne Metall verbindet, sondern auch Menschen. Innerhalb der deutschsprachigen Schweißbranche wurde die Redewendung Schweißen verbindet zum Geflügelten Wort, das zu unterschiedlichen Anlässen verwendet wird.
Ende 2021/Anfang 2022 erschien in dem von der DVS Media publizierten Magazin Schweißaufsicht Aktuell eine dreiteilige, mit Thiemonds geführte Interview-Reihe, die seine beruflichen Reiseerfahrungen thematisiert. In Folge 1, Ich habe gebetet, dass die Nähte halten (Ausgabe 06/21), berichtet er über seine berufliche Reise im Jahre 2009 an Bord des Krill-Trawlers Juvel zur Antarktis. Er beschreibt die ihn während der Arbeit und durch seine Kollegen inspirierende „Magie der Industrie“, die Verschmelzung von der beruflichen Wirklichkeit und seiner Fantasie und bezeichnet sich selber als „Industrie-Geschichtenschreiber“. In Folge 2, Rückbesinnung auf den hohen Wert einer Ausbildung (Ausgabe 07/21), wird sein beruflicher Werdegang als „Schweißer, Schrauber, Schreiber“ und seine insbesondere auf beruflichen Reisen außerhalb Europas gewonnene Erkenntnis über den Wert und die Wichtigkeit des Dualen Ausbildungssystems thematisiert. Folge 3, Eine Welt ohne Schweißnähte ist nicht vorstellbar (Ausgabe 01/22), thematisiert das von ihm unter der Schweißhaube ausgemalte Schreckszenario von einer Welt ohne Schweißnähte, wodurch ihm die elementare Wichtigkeit des Berufes Schweißer bewusst wurde. Er berichtet über seine Erfahrung beim beidseitig-gleichzeitigen Schweißen inmitten eines Kupferrohres und wie er die Enge, Hitze und seine Furcht durch Die heilende Kraft des Singen beim Schweißen überwinden konnte. Zudem wird seine erste, in Thailand gewonnene praktische Erfahrung mit der Pulslaser-Schweißtechnik thematisiert, was er in der Geschichte Die Rückkehr der Jedi-Ritter verarbeitete.
Anlässlich des 200. Geburtstages von Karl Marx hielt Thiemonds, auf Einladung des Bistums Trier, eine Autorenlesung mit einer Auswahl an Arbeiterliteratur-Geschichten aus seiner Buchreihe. Das Motto der im Museum am Dom stattgefundenen Lesung lautete: You’ll Never Work Alone. Zum einen in Anlehnung an die zeitgleich im Museum stattfindende Bistums-Projekt-Ausstellung zum Karl Marx-Jubiläumsjahr, Lebenswert Arbeit. Zum anderen als Hinweis auf den an die Arbeiterschaft appellierenden Untertitel der englischsprachigen Querweltein Unterwegs-Buchreihe der, durch ein vom ursprünglichen Broadway-Musical-Song abgeleitetes Wortspiel, auf die Synergie der persönlichen Arbeit aufmerksam machen soll.
Am 29. November 2018 wurde in der kambodschanischen Provinz Banteay Meanchey die unter der Schirmherrschaft von Child’s Dream erbaute und von Querweltein Unterwegs Lesern, Freunden und Gönnern finanzierte Saysa Morn Primarschule eingeweiht.

## Werke
- 2003 Querweltein – Eine Radreise voller Gegensätze. Iatros, Sonnefeld (Neuauflage 2013), ISBN 978-3-86963-706-8.
- 2005 Querweltein Unterwegs – Schrauben, Spesen und Chinesen. Iatros, Sonnefeld, ISBN 978-3-937439-27-3.
- 2008 Querweltein Unterwegs – Trotz Überstunden die Welt erkunden. Iatros, Sonnefeld, ISBN 978-3-86963-368-8.
- 2010 Querweltein Unterwegs – Seemannsgarn oder Sabotage in der Antarktis. Iatros, Sonnefeld, ISBN 978-3-86963-369-5.
- 2015 Querweltein Unterwegs – Berufsalltag oder Alltagsflucht. Iatros, Sonnefeld, ISBN 978-3-86963-374-9.
- 2015 Querweltein Unterwegs – Die Entdeckung der Erfinderkinder. Iatros, Sonnefeld, ISBN 978-3-86963-054-0.
- 2015 Querweltein Unterwegs – Schweißen verbindet. Iatros, Sonnefeld, ISBN 978-3-86963-888-1.
- 2020 Querweltein Unterwegs – Schweißen verbindet. (Erweiterte Neuauflage) DVS Media, Düsseldorf, ISBN 978-3-96144-078-8.

Englischsprachig:
- 2012 359° – Workadays Life Of An Industrial Gypsy – You’ll never work alone!. Iatros, Sonnefeld, ISBN 978-3-86963-367-1.
- 2016 359° – Worker, Writer, World-traveller – You’ll never work alone!. Notionpress, Chennai, India, ISBN 978-1-946129-85-7.
- 2023 Welding connects – You'll Never Work Alone (Übersetzung des 2020 erschienenen Titels Schweißen verbindet, überarbeitet und durch neue Geschichten erweitert.) DVS Media Düsseldorf, ISBN 978-3-96144-197-6

Chinesischsprachig:
- 2016 环游地球359°一位德国工程师的工业之旅》你不是一个人在奋斗！ (englisch, 359° – Workadays Life Of An Industrial Gypsy) Intellectual Property Publishing House, Beijing, ISBN 978-7-5130-4141-6.

## Technische Fachartikel (Auswahl)
- Reparatur eines Dampfturbinenrotors in Thailand mittels Laserschweißtechnik, in Der Praktiker (Ausgabe 6/2020, S. 274–277).[30]

- Impuls-Laserstrahlschweißen – start thinking big! Reparaturauftragschweißen eines Stossdämpfergehäuses durch Impuls-Laserstrahlschweißen, in Der Praktiker Ausgabe 1/2023, S. 22–25[31]

- Problemlos ohne Wärmevor- und -nachbehandlung: Reparaturschweißen von Gusseisen mit Kugelgraphit, in Der Praktiker (Ausgabe 4/2023, S. 156–159).[32] und in Giesserei Ausgabe 8/2023, S. 32–35[33]

- Impuls-Laserstrahlschweißen – über den Wolken von Thailand: Reparaturschweißen von Flugzeugturbinenteilen durch Impuls-Laserstrahlschweißen, in Der Praktiker (Ausgabe 11/2023, S. 668–674).[34]

- Reparaturen von Flugzeugturbinenteilen durch Impuls-Laserstrahlschweißen, in Schweissen und Schneiden (Ausgabe 12/2023, S. 934–939).[35]

- Wärmeeinflusszone (WEZ) – Vergleich zwischen den Prozessen Lichtbogenhand-, Metall-aktivgas- und Impuls-Laserstrahlschweissen: WEZ – Die meistgefürchtete „Danger Zone“ der Schweißtechnik, in Der Praktiker (Ausgabe 7–8/2024, S. 52–56).[36]

- Der Impuls-Laser macht das Rennen. Instandsetzung des erodierten Austrittsstutzens eines Recyclegas-Kompressorturbinengehäuses mithilfe des Impuls-Laserstrahlauftragschweißens in Der Praktiker (Ausgabe 4/2025, S. 18–21).[37]

Englischsprachig:
- Repair of a steam turbine in Thailand using pulsed laser beam welding, in Welding and Cutting, Ausgabe 02/2020, S. 104–106[38]

- Pulsed laser beam welding – start thinking big! Repair welding of a shock absorber housing, Welding and Cutting Ausgabe 1/2023, S. 10–13[39]

- Repair welding of spheroidal graphite cast iron – Problem-free without heat pre-treatment and post-treatment, in Welding and Cutting, Ausgabe 2/2023, S. 20–23[40]

- Pulsed laser welding – High above the clouds of Thailand, in Welding and Cutting, Ausgabe 1/2024, S. 82–88 / als Sonderteil erschienen in Schweissen und Schneiden, Ausgabe 4/2024[41]

- HAZ – The most feared Danger Zone in welding technology, in Welding and Cutting Ausgabe 2/2024, S. 28–32.[42]

- Pulse Laser Welding Development: Back then it has started with thinking small – now it’s time to start thinking BIG!, in Indias Welding Magazine Weldfab Tech Times, Ausgabe 10/11. 2024, S. 48–52.[43]